# ليولكا إيه.إل-7
ليولكا إيه.إل-7 (روسية: (двигатель АЛ-7) هو محرك نفاث من تصميم ميخالوفيتش ليولكا وتصنيع مكتب تصميم المحركات الذي كان يرأسه في الاتحاد السوفييتي. أنتج المحرك في الفترة بين عامي 1954 و1970 واستخدم في عدد من الطائرات الحربية مثل السوخوي سو-7.

## التطوير
كانت سرعة الهواء فوق صوتية في المرحلة الأولى لضاغط المحرك. اخُتِبَر النموذج الأولي عام 1952 واستطاع تحقيق عزم مقداره 63.7 كيلو نيوتن. كان المحرك في البداية مخصصًا للقاذفة إليوشن إل-54، والتي الغى مشروع إنتاجها. صنعت نسخة أخرى من المحرك مزودة بحارق خلفي عام 1953. في عام 1957 تم تزويد الطائرة سوخوي سو-7 بالمحرك إيه.إل-7، وتخطت سرعة الطائرة ماخ 2 على ارتفاع 18,000 متر (70,900 قدم). ادى هذا النجاح إلى إنتاج السو-7 B والسو-9 مزودان بهذا المحرك. كما تم استخدام المحرك في القاذفة توبوليف تو-28 عام 1960. كما استخدم في أحد صواريخ كروز الصاروخ رادوجا كيه.إتش-20.

## المواصفات

### الصفات العامة
النوع: محرك نفاث مزود بحارق خلفي.

### المكونات
المكبس: مكبس سريان محوري من 9 مراحل.

### الأداء
الدفع:
- 67.1 كيلو نيوتن.
- 98.1 كيلو نيوتن. (بالحارق الخلفي)

درجة حرارة مدخل التربين: 860°.
استهلاك الوقود: 98.9 كجم/ (كيلو نيوتن x الساعة).

## قوائم ذات صلة
- قائمة محركات الطائرات